# China Airlines
China Airlines (CAL) (xinès: 中華航空) és l'aerolínia de bandera de Taiwan i l'aerolínia més gran del país. Té la seu a l'Aeroport Internacional de Taiwan Taoyuan i duu a terme més de 1.400 vols setmanals (incloent-hi 91 vols només de càrrega) a 102 destinacions arreu d'Àsia, Europa, Nord-amèrica i Oceania. El 2017 transportà més de 19 milions de passatgers i 5.700 tones de mercaderies, xifres que en fan la 33a i 10a aerolínia més gran del món en ingressos per passatger i quilòmetre (RPK) i ingressos per quilòmetre en mercaderies, respectivament. China Airlines té tres aerolínies filials: China Airlines Cargo, un membre de Skyteam Cargo, explota una flota d'avions de càrrega i gestiona la capacitat de càrrega de la seva aerolínia matriu; Mandarin Airlines duu a terme vols a destinacions nacionals i destinacions regionals de baixa demanda; Tigerair Taiwan és una aerolínia de baix cost fundada per China Airlines i el grup singapurès Tigerair Holdings, però actualment propietat íntegra de China Airlines Grup.